# Sollières-Sardières
Sollières-Sardières ist eine Commune déléguée mit 192 Einwohnern (Stand 1. Januar 2022) in der Gemeinde Val-Cenis im Département Savoie in der Region Auvergne-Rhône-Alpes. Sie war Teil des Arrondissements Saint-Jean-de-Maurienne und des Kantons Modane und zuvor Hauptort des Kantons Lanslebourg-Mont-Cenis. Die Einwohner werden Solliérains genannt.
Mit Wirkung vom 1. Januar 2017 wurden die ehemaligen Gemeinden Bramans, Lanslebourg-Mont-Cenis, Lanslevillard, Sollières-Sardières und Termignon zur Commune nouvelle Val-Cenis zusammengelegt.

## Geographie
Sollières-Sardières liegt in den französischen Alpen am Col du Mont Cenis, an der ehemaligen Fernstraße von Paris nach Mailand sowie an der Route des Grandes Alpes auf einer Höhe von ca. 1300 m an der Einmündung des Doron de Termignon in den Fluss Arc. Ein Teil des Gebietes liegt im Nationalpark Vanoise. 
Im Gemeindegebiet liegt der Flugplatz Sollières-Sardières.

## Bevölkerungsentwicklung
| Jahr                      | 1962 | 1968 | 1975 | 1982 | 1990 | 1999 | 2006 | 2013 |
| Einwohner                 | 146  | 137  | 136  | 142  | 171  | 162  | 189  | 186  |
| Quelle: Cassini und INSEE |      |      |      |      |      |      |      |      |

## Sehenswürdigkeiten
- Findling (Monolith von Sardières)
- Kirche Saint-Laurent aus dem Jahre 1627 in Sardières
- Kirche Saint-Étienne aus dem 17. Jahrhundert in Solières

## Persönlichkeiten
- Pauline Macabies (* 1986), Biathletin, lebt hier